# 1944 en sociologie
| Années de la sociologie : 1941 - 1942 - 1943 - 1944 - 1945 - 1946 - 1947    |
| Décennies de la sociologie : 1910 - 1920 - 1930 - 1940 - 1950 - 1960 - 1970 |

Cet article présente les événements de l’année 1944 dans le domaine de la sociologie. 

## Publications

### Livres
- Raymond Aron, L'Homme contre les tyrans.